# Апостольский викариат Стамбула
Апостольский викариат Стамбула (лат. Vicariatus Apostolicus Istanbulensis) — апостольский викариат Римско-Католической Церкви с центром в городе Стамбул, Турция. Апостольский викариат Стамбула распространяет свою юрисдикцию на северо-западную часть Турции. Апостольский викариат Стамбула подчиняется непосредственно Святому Престолу. Кафедральным собором апостольского викариата Стамбула является Собор Святого Духа в городе Стамбул.

## История
После завоевания Константинополя в 1204 году крестоносцами во время Четвёртого крестового похода город стал центром латинского патриархата. После падения Латинской империи в 1261 году латинский патриархат существовал до 1652 года. Латинский патриарх, проживая в Риме, имел право назначать патриаршего викария в Константинополь.
В 1623 году Конгрегация пропаганды веры для сокращения полномочий латинского патриарха назначила апостольского викария в Константинополь. Апостольскими викариями были назначены епископ Ливио Лилио (19 августа 1625 года) и епископ Джиасинто Субьяно (14 ноября 1644 года). В результате возникли конфликты между патриаршим викарием латинского патриархата и апостольскими викариями. 5 марта 1652 года Римский папа Иннокентий X, чтобы прекратить конфликт между церковными юрисдикциями, утвердил декрет Конгрегации пропаганды веры «Super unione vicariatus constantinopolitani cum suffraganeatu eiusdem» от 15 апреля, который соединял полномочия патриаршего и апостольского викария и учреждал апостольский викариат Константинополя.
16 марта 1926 года и 18 марта 1926 года апостольский викариат Константинополя передал часть своей территории епархии Скопье и новому апостольскому викариату Фессалоник.
C 1934 по 1944 годы апостольским администратором викариата был епископ Анджело Джузеппе Ронкалли.
C 1922 по 1974 годы кафедра апостольского викариата Константинополя была вакантной и управление апостольским викариатом было возложено на апостольского нунция в Стамбуле.
30 ноября 1990 года Конгрегация по делам восточных церквей издала декрет «Quo melius», которым передала часть территории апостольского викариата Константинополя новому апостольскому викариату Анатолии и одновременно переименовала его в апостольский викариат Стамбула.

## Ординарии апостольского викариата
- епископ Giacinto Subiano O.P.[1] (5.03.1652 — 1653);
- епископ Bonaventura Teuli O.F.M.Conv. (7.01.1656 — 1662);
- епископ Andrea Ridolfi O.F.M.Conv. (12.02.1662 — 15.04.1677);
- епископ Vito Piluzzi O.F.M.Conv. (1675 — ?);
- епископ Paride Maria Boschi O.F.M.Conv. (1677 — ?);
- епископ Hieronim Polokaj O.F.M.Conv. (1678);
- епископ Gasparo Gasparini O.F.M.Conv. (31.03.1677 — 22.08.1705);
- епископ Raimondo Galani O.P. (19.04.1706 — 1720);
- епископ Pier Battista Mauri O.F.M.Ref. (15.06.1720 — 2.04.1730);
- епископ Antonio Balsarini (18.08.1730 — 2.01.1731);
- епископ Francesco Girolamo Bona (23.06.1731 — 1749);
- епископ Biagio Paoli (18.03.1750 — 1767);
- епископ Giuseppe Roverani Batt. (10.03.1767 — 2.07.1772);
- епископ Giovanni Battista Bavestrelli (31.08.1772 — 20.04.1777);
- епископ Nicolò Pugliesi (7.07.1777 — 8.07.1778);
- епископ Francesco Antonio Fracchia Batt. (26.09.1778 — 21.10.1795);
- епископ Giulio Maria Pecori d’Ameno O.F.M.Ref. (21.10.1795 — 28.02.1796);
- епископ Nicolò Timoni (3.06.1796 — ?);
- епископ Giovanni Battista Fonton O.F.M.Conv. (16.03.1799 — 26.08.1816);
- епископ Vincenzo Coressi (26.08.1816 — 7.03.1835);
- епископ Julien-Marie Hillereau, S.M.M. (7.03.1835 — 1.03.1855);
- епископ Antonio Mussabini (1855—1858);
- епископ Paolo Brunoni (23.11.1858 — 1869);
- епископ Joseph Pluym C.P. (3.06.1869 — 13.01.1874);
- епископ Serafino Milani O.F.M. (20.03.1874 — ?);
- епископ Leopoldo Angelo Santanchè O.F.M.Ref. (13.11.1874 — ?);
- епископ Antonio Maria Grasselli O.F.M.Conv. (22.12.1874 — 23.01.1880);
- епископ Винченцо Ваннутелли (23.01.1880 — 22.12.1882);
- епископ Luigi Rotelli (26.01.1883 — 23.05.1887);
- епископ Augusto Bonetti C.M. (6.05.1887 — 19.08.1904);
- епископ Джованни Таччи Порчелли (19.12.1904 — 31.12.1907);
- епископ Vincenzo Sardi di Rivisondoli (6.04.1908 — 1914);
- епископ Анджело Мария Дольчи (11.01.1914 — 14.12.1922);
  - вакансия;
- епископ Gauthier Pierre Georges Antoine Dubois O.F.M.Cap. (15.11.1974 — 29.05.1989);
- епископ Antuvan Marovitch (29.05.1989 — 15.12.1991);
- епископ Louis Pelâtre A.A. (9.07.1992 — по настоящее время).

## Источник
- Annuario Pontificio, Libreria Editrice Vaticana, Città del Vaticano, 2003, стр. 958, ISBN 88-209-7422-3
- Декрет Quo melius, AAS 83 (1991), стр. 151 (лат.)
- François Alphonse Belin, Histoire de la latinité de Constantinople, Paris, A. Picard, prima edizione 1872, seconda edizione 1894 (фр.)
- Charles A. Frazee, Catholics and Sultans: The Church and the Ottoman Empire 1453—1923, Cambridge University Press, 2006
- Georg Hofmann, Il vicariato apostolico di Costantinopoli, 1453—1830, Roma, Pont. institutum orientalium studiorum, 1935
- Leonardus Lemmens, Hierarchia latina Orientis, mediante S. Congregatione de propaganda fide instituita (1622—1922), Orientalia Christiana, vol. I, n° 5 (1923), стр. 270—290